# جيري آرمسترونغ
جيري آرمسترونغ (بالإنجليزية: Gerry Armstrong)‏ هو ناشط أمريكي، ولد في 18 أكتوبر 1946 في الولايات المتحدة.